# Mads Lauritsen
Mads Lauritsen (ur. 14 kwietnia 1993) – duński piłkarz występujący na pozycji obrońcy w duńskim klubie Viborg FF.

## Kariera klubowa

### Viborg FF
W 2008 roku dołączył do akademii Viborg FF. Zadebiutował 12 sierpnia 2011 w meczu 1. division przeciwko Vendsyssel FF (4:0). W 2012 roku został na stałe przesunięty do pierwszej drużyny. W sezonie 2012/13 jego zespół zajął pierwsze miejsce w tabeli i awansował do najwyższej ligi.

### Thisted FC
15 lipca 2013 podpisał kontrakt z klubem Thisted FC. Zadebiutował 1 września 2015 w meczu Pucharu Danii przeciwko SønderjyskE Fodbold (1:2), w którym zdobył swoją pierwszą bramkę. W 2. division zadebiutował 5 sierpnia 2016 w meczu przeciwko Aarhus Fremad (1:2). Pierwszą bramkę w lidze zdobył 29 kwietnia 2017 w meczu przeciwko BK Marienlyst (4:0). W sezonie 2016/17 jego drużyna zdobyła mistrzostwo 2. division i awansowała do wyższej ligi. W 1. division zadebiutował 30 lipca 2017 w meczu przeciwko Viborg FF (2:1). Pierwszą bramkę w lidze zdobył 27 sierpnia 2017 w meczu przeciwko Brabrand IF (2:2).

### Vejle BK
30 sierpnia 2017 przeszedł do drużyny Vejle BK. Zadebiutował 10 września 2017 w meczu 1. division przeciwko Vendsyssel FF (1:1). Pierwszą bramkę zdobył 15 kwietnia 2018 w meczu ligowym przeciwko Vendsyssel FF (1:2). W sezonie 2017/18 jego zespół zajął pierwsze miejsce w tabeli i awansował do najwyższej ligi. W Superligaen zadebiutował 13 lipca 2018 w meczu przeciwko Hobro IK (3:1). W sezonie 2018/19 po porażce w barażach o utrzymanie z Hobro IK (0:1) i (0:2), jego drużyna spadła do niższej ligi. W sezonie 2019/20 jego zespół zajął pierwsze miejsce w tabeli i awansował do Superligaen.

### Viborg FF
25 sierpnia 2020 został wysłany na wypożyczenie do zespołu Viborg FF. Zadebiutował 1 września 2020 w meczu Pucharu Danii przeciwko MorsØ FC (0:9), w którym zdobył swoją pierwszą bramkę. W lidze zadebiutował 10 września 2020 w meczu przeciwko Hobro IK (1:1). Pierwszą bramkę w lidze zdobył 13 marca 2021 w meczu przeciwko Esbjerg fB (2:0). W sezonie 2020/21 jego zespół zajął pierwsze miejsce w tabeli i awansował do Superligaen.
W lutym 2021 klub ogłosił, że Lauritsen zostanie wykupiony z Vejle i podpisze z nim kontrakt do lata 2022 roku.

## Statystyki
(aktualne na dzień 12 lipca 2021)
| Klub               | Sezon              | Liga               | Liga  | Liga   | Puchar kraju | Puchar kraju | Suma  | Suma   |
| Klub               | Sezon              | Liga               | Mecze | Bramki | Mecze        | Bramki       | Mecze | Bramki |
| ------------------ | ------------------ | ------------------ | ----- | ------ | ------------ | ------------ | ----- | ------ |
| Viborg FF          | 2011/12            | 1. division        | 2     | 0      | 0            | 0            | 2     | 0      |
| Viborg FF          | 2012/13            | 1. division        | 1     | 0      | 0            | 0            | 1     | 0      |
| Viborg FF          | Ogólnie            | Ogólnie            | 3     | 0      | 0            | 0            | 3     | 0      |
| Thisted FC         | 2015/16            | 2. division        | 0     | 0      | 1            | 1            | 1     | 1      |
| Thisted FC         | 2016/17            | 2. division        | 28    | 3      | 1            | 0            | 29    | 3      |
| Thisted FC         | 2017/18            | 1. division        | 5     | 1      | 1            | 1            | 6     | 2      |
| Thisted FC         | Ogólnie            | Ogólnie            | 33    | 4      | 3            | 2            | 36    | 6      |
| Vejle BK           | 2017/18            | 1. division        | 13    | 2      | 0            | 0            | 13    | 2      |
| Vejle BK           | 2018/19            | Superligaen        | 20    | 0      | 2            | 0            | 22    | 0      |
| Vejle BK           | 2019/20            | 1. division        | 6     | 0      | 2            | 0            | 8     | 0      |
| Vejle BK           | Ogólnie            | Ogólnie            | 39    | 2      | 4            | 0            | 43    | 2      |
| Viborg FF (wyp.)   | 2020/21            | 1. division        | 31    | 2      | 2            | 1            | 33    | 3      |
| Viborg FF (wyp.)   | Ogólnie            | Ogólnie            | 31    | 2      | 2            | 1            | 33    | 3      |
| Ogólnie w karierze | Ogólnie w karierze | Ogólnie w karierze | 106   | 8      | 9            | 3            | 115   | 11     |

## Sukcesy

### Viborg FF
- Mistrzostwo 1. division (2×): 2012/2013, 2020/2021

### Thisted FC
- Mistrzostwo 2. division (1×): 2016/2017

### Vejle BK
- Mistrzostwo 1. division (2×): 2017/2018, 2019/2020